# ایب لینکلن در ایلینوی
اِیب لینکلن در ایلینوی (به انگلیسی: Abe Lincoln in Illinois) فیلمی ۱۱۰ دقیقه‌ای به کارگردانی جان کرامول با بازی ریموند مسی است.

## بازیگران
- ریموند مسی
- جین لاکهارت
- روث گوردون
- فلورنس رابرتس
- مینور واتسون
- دورتی تری
- مری هاوارد
- هوارد داسیلوا
- آلن بکستر
- هاروی استفنس
- اندی کلاید
- راجر ایمهوف
- جان کرامول (غیررسمی)
- ایان ولف (غیررسمی)
- الستر داله (غیررسمی)